# Dmytro Hljebov
Dmytro Ihorovyč Hljebov (in ucraino Дмитро Ігорович Глєбов?; Charkiv, 20 luglio 1988) è un cestista ucraino.
È anche noto con la traslitterazione Dmytro Gliebov.

## Carriera
Dal 2010 al 2014 ha militato nel Donec'k. Con l'Ucraina disputa gli Europei 2013.

## Palmarès
- Coppa d'Ucraina: 1

Dnipro: 2018